# 宗像紀夫
宗像 紀夫（むなかた のりお、1942年1月12日 - ）は、日本の検察官、弁護士。東京地方検察庁特捜部長、最高検察庁刑事部長、名古屋高等検察庁検事長、内閣官房参与、中央大学大学院教授等を歴任した。瑞宝重光章受章。

## 来歴
福島県田村郡三春町出身。福島県立安積高等学校卒業。生家は裕福ではなく、司法試験合格者を多数輩出し、他の私学より学費が安かった中央大学法学部に進んだ。中央大学法学部の司法試験受験サークル「真法会」に入って勉学に励んだ。1965年に中央大学法学部を卒業し、同年の司法試験に合格。司法修習第20期を修了し、1968年に検事任官。
福島地方検察庁検事在職中、福島県政汚職事件では、東亜相互企業の町井久之（本名・鄭建永）ら3人からの贈賄も絡み福島県庁総務部長を逮捕・起訴し、追って当時の木村守江福島県知事を収賄の疑いで起訴する。その後法務省法務総合研究所教官等を経て、東京地検特捜部検事任官。総理府汚職事件、ダグラス・グラマン事件、ロッキード事件では公判担当検事を務めた。東京地検特捜部副部長在職中の1987年、リクルート事件の主任検事を務める。
1992年、政治家が被告人の公判を専任する東京地検特別公判部の初代部長に就任し、翌1993年には東京地検特捜部長に就任する。在任中、主にゼネコン汚職事件、金丸信の巨額脱税事件の指揮を執った。
1995年大津地検検事正、1996年最高検察庁検事、1997年前橋地検検事正、1999年最高検総務部長兼刑事部長、2000年最高検刑事部長、2001年高松高検検事長、2003年名古屋高検検事長（- 2004年1月）。
2004年1月に検察庁を退官。同年2月、弁護士登録。同年4月から中央大学大学院法務研究科教授
。2006年2月、宗像紀夫法律事務所を開設。同年6月株式会社フジマック監査役。同年8月株式会社エフェクター細胞研究所監査役。同年10月ばんせい証券株式会社監査役。2012年2月、公益財団法人日本相撲協会外部理事（- 2016年3月）。2012年3月に中央大学大学院法務研究科退職。同年12月、第2次安倍内閣で内閣官房参与に任命される。2016年6月、日本郵政株式会社社外取締役就任。2020年9月、内閣官房参与退任。
2021年の瑞宝重光章発令を受け、「事件で一生懸命やった評価」とコメントした。また、近年の検察につき、「特捜部が復活した」と高い評価をするとともに、「裏方として支援する」と、自身の今後の活動方針について説明した。

## 人物
- 1995年、雑誌『噂の眞相』は、宗像がパチンコ業者からベトナム旅行に接待された、逮捕歴があって「乗っ取り屋」ともいわれた弁理士と関係が深い、などと伝える記事を掲載、国会でも問題にされた[8]。
- 東京地検特捜部長を務めたが、検事退官後は、あらかじめ決められた検察のストーリーに合うようにゆがんだ捜査が行われていると特捜部批判を行っており、大阪地検特捜部主任検事証拠改ざん事件については起こるべくして起きた事件と評した。
- 2006年10月、福島県知事佐藤栄佐久が、福島県のダム建設工事の受注をめぐる不正に関与したとして東京地検特捜部に逮捕・起訴された際、主任弁護人を務めている。
- 2009年3月15日、フジテレビの新報道2001に出演した際、当時レギュラー出演をしていた上杉隆が検事の実名を公表した際、検事の名前を公表することは捜査妨害に当たると言い、上杉隆を新報道2001降板に追い込んだ。[9]
- 2012年9月、粉飾決算による融資詐欺を理由に会社社長朝倉亨と経営コンサルタント佐藤真言が東京地検特捜部から起訴された事件で、佐藤の弁護人を務めた。その経緯について、石塚健司著『四〇〇万企業が哭いている ドキュメント検察が会社を踏み潰した日』（講談社、2012年9月）に実名で登場し「現役の特捜検事たちにとって『最も厄介な敵』」として描かれた。ところが、2013年3月、佐藤真言著『粉飾 特捜に狙われた元銀行員の告白』（毎日新聞社）が出版され、宗像への「全幅の信頼」が裏切られていったことが明らかにされた。[10]
- 2014年3月、袴田事件で静岡地方裁判所が再審開始決定を出すと、「裁判所は、最初から違法捜査ありきの疑いの目で見て、弁護側の主張を採用したように思える。」などとコメントした。(朝日新聞2014年3月27日)